# Willem Berkhemer
Willem Hendrik Berkhemer (Batavia, 6 november 1917 - Bilthoven, 21 april 1998) was een Nederlands voordrachtskunstenaar en beeldhouwer.

## Leven en werk
Berkhemer werd geboren in Nederlands-Indië uit Nederlandse ouders, als zoon van Karel Johan Berkhemer, procuratiehouder en Aria Margaretha Afiena Luikinga. Het gezin verhuisde in 1928 naar Den Haag. Niet lang daarna verhuisde zijn moeder met twee kinderen terug en Willem groeide op bij een oom en tante. Hij studeerde korte tijd bij het Tekeninstituut Feldmann en vervolgens aan de Academie van Beeldende Kunsten in Den Haag en het Instituut voor Kunstnijverheidsonderwijs in Amsterdam. Hij behaalde in 1941 de tekenakte. Berkhemer woonde in Den Haag, Amsterdam (1938-1942), op Nudenoord in Wageningen (1942-1952), in Arnhem en in de oranjerie op landgoed Velhorst in Almen (1975-1998). Tijdens de oorlogsjaren en de onderduiktijd leerde hij zijn vrouw Yvonne de Swarte kennen. Zij kregen drie kinderen, harpiste Mirte Swarte (1946),  kunstenaar Michael Berkhemer (1948) en musicus Joan Berkhemer (1951).
Berkhemer was als tiener in aanraking gekomen met het declameren en kreeg daarin lessen van toneelspeler Jan Musch. Vanaf 1946 trad hij als voordrachtskunstenaar in het hele land op, waarbij hij muzikaal werd begeleid door harpiste Rosa Spier. In 1952 namen zij deel aan de kerstviering van de koninklijke familie met het hofpersoneel op Paleis Het Loo.
Vanaf de jaren 50 ontwikkelde Berkhemer zich als autodidact beeldhouwer. Hij maakte onder meer fonteinbeelden (Venlo, Wageningen en Lochem) en vrije sculpturen op de grens van het figuratieve en abstracte. Pieter A. Scheen omschrijft hem als "vakbekwaam, begaafd 'allround' beeldhouwer". Hij was aangesloten bij de Nederlandse Kring van Beeldhouwers, de Vakgroep Beeldhouwers in de Nederlandse Federatie en de Culturele Raad Gelderland. Hij exposeerde onder meer in het gemeentemuseum Arnhem (1962).
Achterberg
Berkhemer was een bewonderaar van het werk van de dichter Gerrit Achterberg. Toen hij Achterberg tijdens een declamatieavond in 1952 ontmoette, wees hij echter diens verzoek om zijn gedichten eens voor te dragen af, omdat hij het werk te ontoegankelijk vond voor het grote publiek. Hij had daar later spijt van. In 1987 kreeg Berkhemer van de gemeente Eibergen de opdracht een beeld te maken ter herinnering aan Achterberg. De gemeente wilde het plaatsen in Rekken, waar de dichter van 1939 tot 1943 werd verpleegd in tbr-kliniek Oldenkotte, nadat hij in een vlaag van verstandsverbijstering zijn hospita had gedood. De dorpsraad van Rekken vond plaatsing ongepast, men had liever een beeld van twee boeren in klederdracht. De gemeente Eibergen wilde het beeld daarop een andere plaats geven, maar besloot uiteindelijk de opdracht aan de kunstenaar terug te geven. In 1996 werd een granieten exemplaar van het ontwerp in Wageningen geplaatst. Een kleiner, in brons gegoten, exemplaar werd geplaatst bij de Willem van den Bergh stichting in Noordwijk.
In 1990 ontving Berkhemer de kunst- en cultuurprijs Oost-Gelderland Jaromir. In de jaren erop publiceerde hij een vierdelige reeks over zijn leven en werk. Hij overleed in 1998, op 80-jarige leeftijd. Na zijn overlijden werd het beeld Hemelpoort (1979) ter herinnering aan hem op landgoed Velhorst geplaatst. In Wageningen werd een straat naar hem vernoemd.

## Werken (selectie)
- 1956 Symboliek van de groei of de erwt, IJsbaanweg, Twello
- 1957 VN-embleem, boven entree stadhuis van Wageningen. Beschilderd smeedwerk. Het werk was een geschenk van de landbouwkundige instituten in Wageningen.
- 1962 fonteinbeeld stationsrotonde, Venlo. Verplaatst naar de Koninginnelaan.
- 1963 fontein aan de Markt in Wageningen
- 1965 gevelreliëf met de twee verspieders voor de landbouwschool aan de Piet Heinstraat, Hardenberg
- 1965 Man met stier, Instituut voor Veeteeltkundig Onderzoek "Schoonoord" in Zeist. In 2015 verhuisd naar de campus in Wageningen.[10]
- 1966 De Chemie, Aarhuslaan/Helsinkilaan, Utrecht
- 1966 Vredesduif, Spijkenisse. Sinds 2014 op de binnenplaats van Hart van Groenewoud, tussen de Lindenstraat en de Beukenlaan.
- 1968 Compositie zonneteken, Karel Doormanstraat, Arnhem
- 1970 Harmonie, Zutphenseweg, Lochem
- voor 1971 fontein-obelisk, Lochem
- 1971 Groeipunten, Wageningen. In 2010 verplaatst naar de campus.
- 1976 Rustende vrouw, Paasberglaan, Arnhem
- 1976 muurreliëf voor de Nederlandse Hydrologische Vereniging aan de Dorpsstraat, Rheden
- 1980 Harlekijn met de roos, in de hal van de schouwburg in Lochem
- 1982 Zich voortspoedende waternimf, Julianaweg, Lochem
- 1986 monument voor Sir Philip Sidney, achter de begraafplaatsen aan de Warnsveldseweg, Zutphen
- 1987 ontwerp Hommage aan Gerrit Achterberg. In brons geplaatst bij de Willem van den Bergh Stichting in Noordwijk en in 1996 in graniet in Wageningen.
- 1995 Waterman, Merwedestraat/Rijnstraat, Velp
- Gabriël, begraafplaats Moscowa, Arnhem
- Snuffelpaal, Merwedestraat, Arnhem
- wandreliëf scheiding tussen Lot en Abraham, veeteeltschool, Woerden

## Foto's

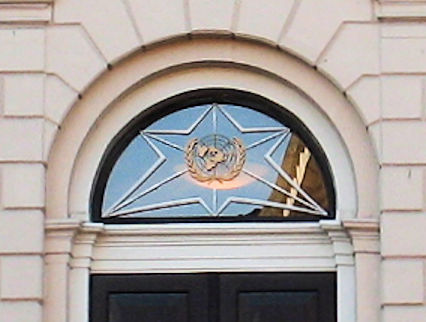
VN-embleem (1957)
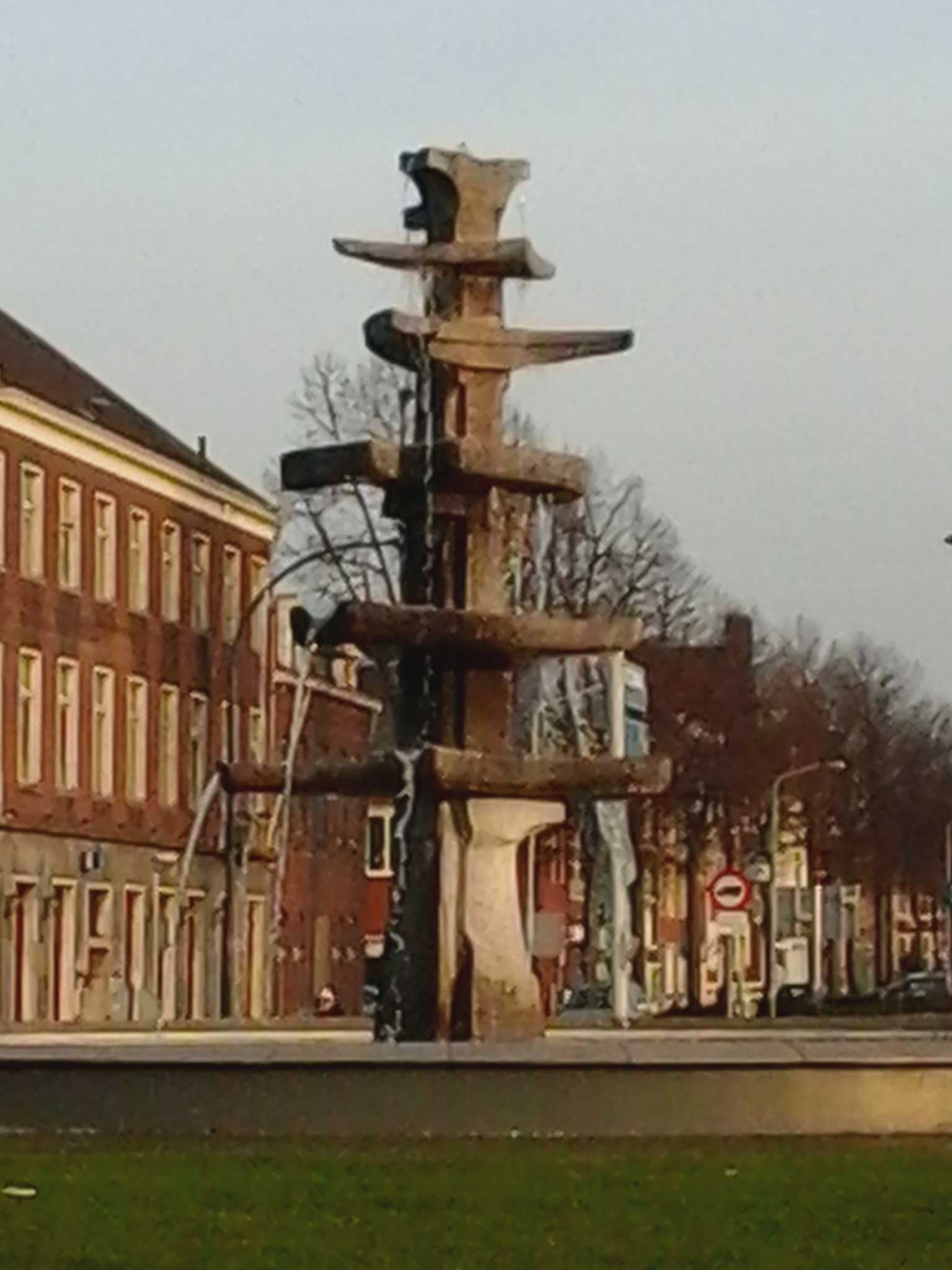
fontein (1962), Venlo
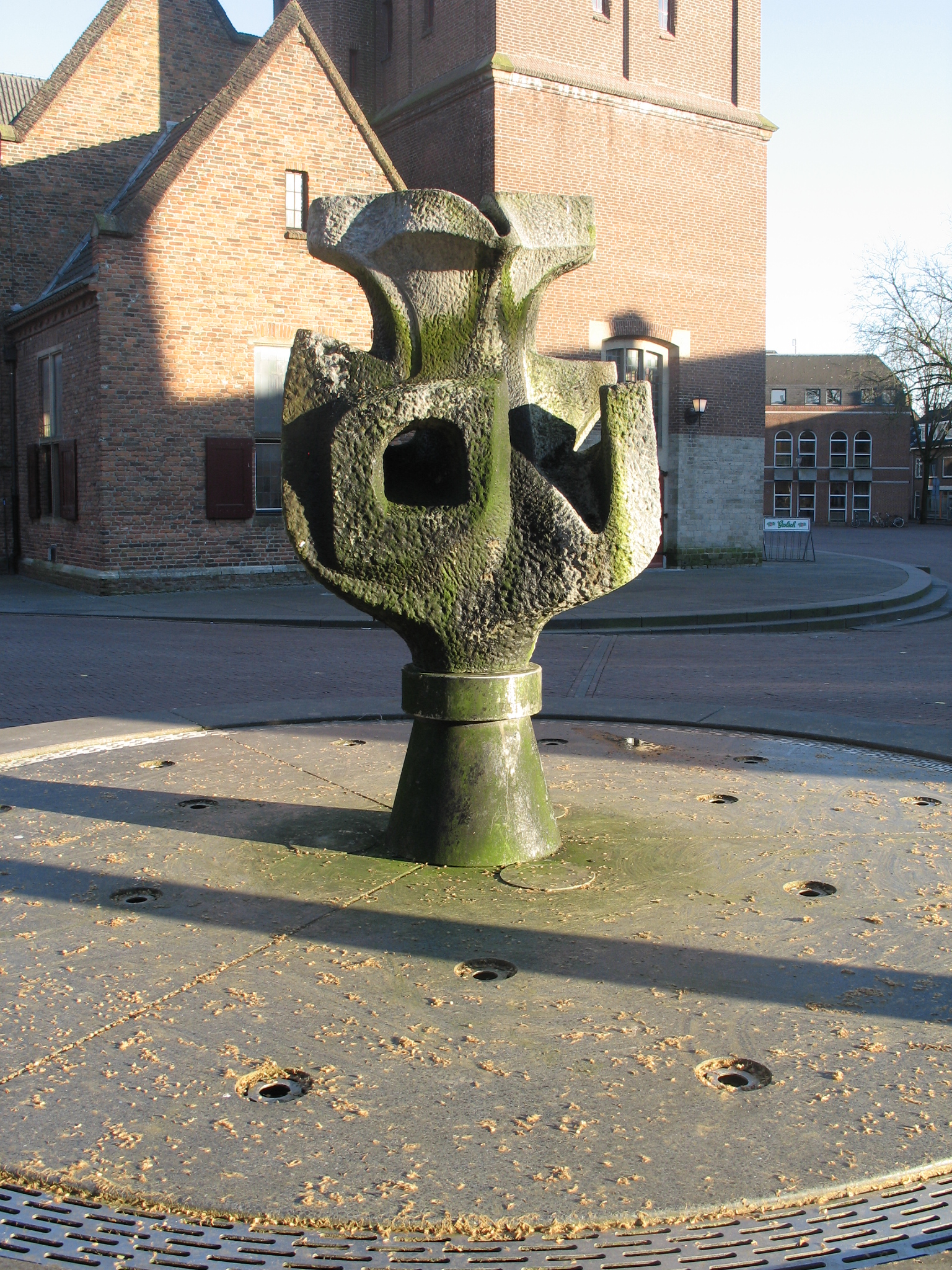
fontein (1963), Wageningen
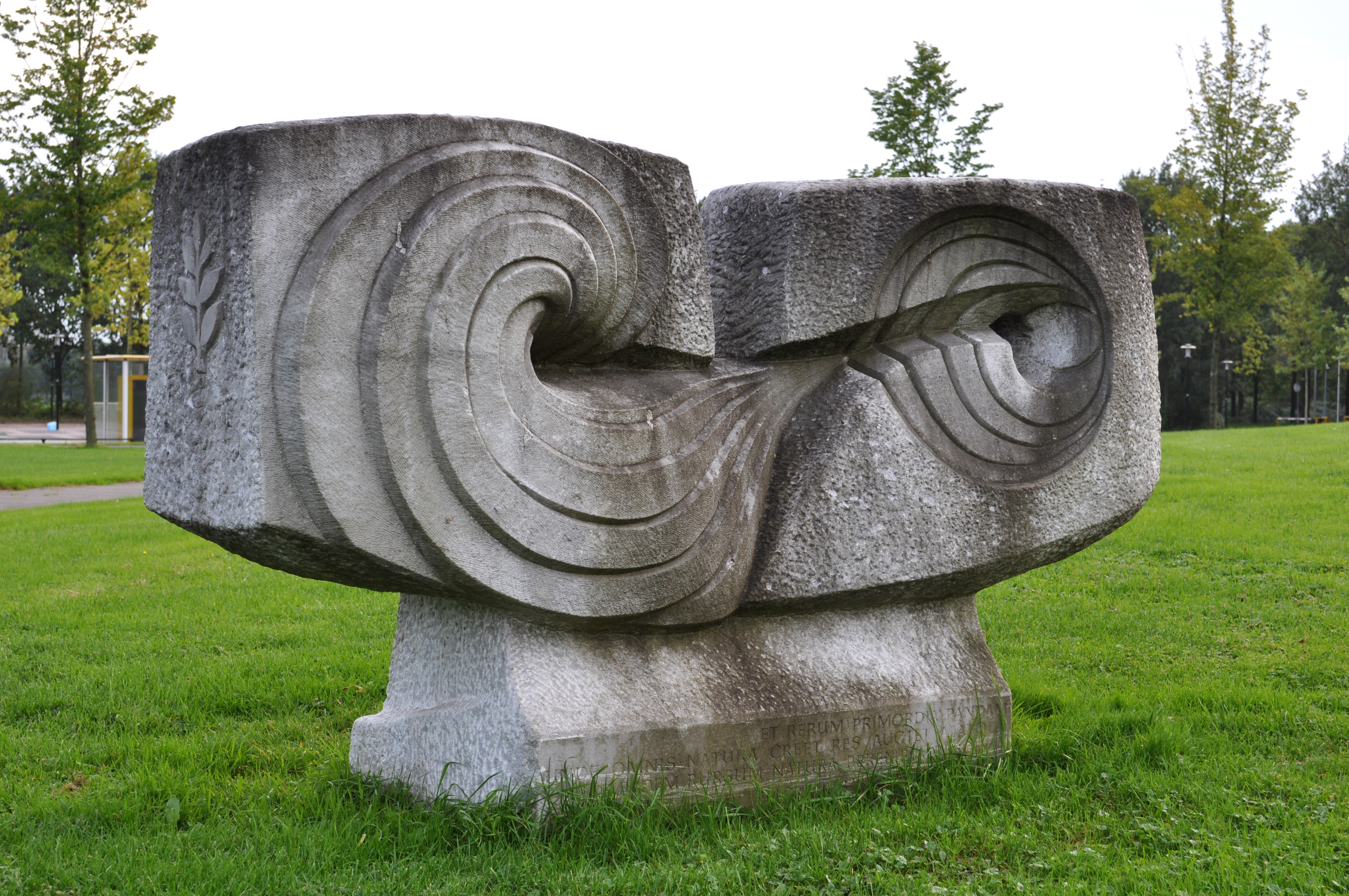
De Chemie (1966)
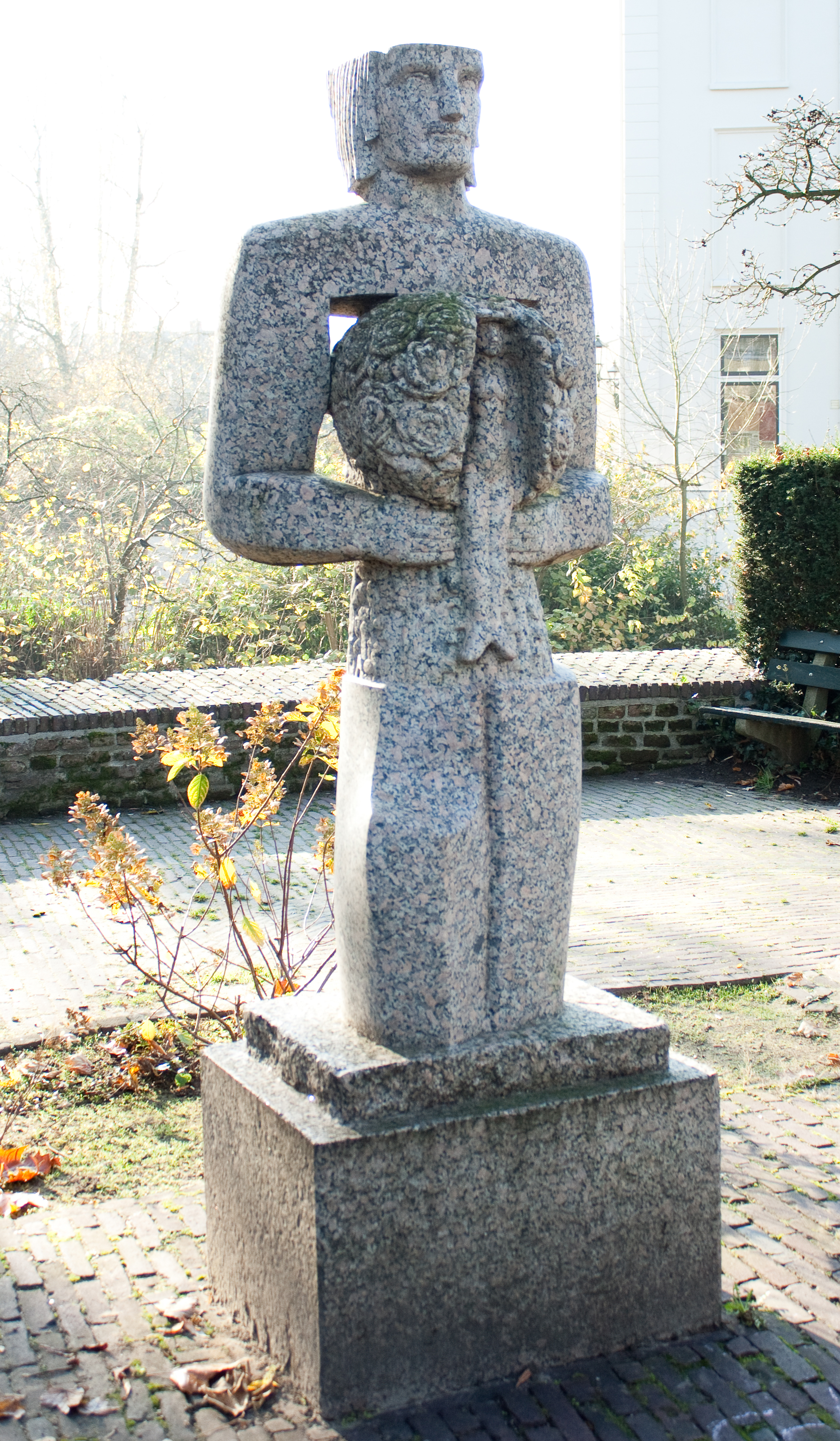
Hommage aan Gerrit Achterberg (1996)

- Biografisch Portaal: 20729572
- Digitale Bibliotheek voor de Nederlandse Letteren: berk010
- Gemeinsame Normdatei: 136778879
- International Standard Name Identifier: 0000 0000 5590 1560
- Nederlandse Thesaurus van Auteursnamen: 072400501
- RKD-Nederlands Instituut voor Kunstgeschiedenis: 7339
- Virtual International Authority File: 81066209
- WorldCat: E39PBJmP3YM3p4MbdC37tRt3Qq